# Peropteryx
Peropteryx es un género de murciélagos de la familia Emballonuridae.

## Especies
- Peropteryx kappleri
- Peropteryx leucoptera
- Peropteryx macrotis
- Peropteryx pallidoptera
- Peropteryx trinitatis[2]